# Hus-Weg
Der Hus-Weg (tschechisch: Husova cesta) ist ein grenzüberschreitender Fernwanderweg zur letzten Reise des böhmischen Reformators Jan Hus. Er ist etwa 780 Kilometer lang und führt von der tschechischen Hauptstadt Prag über Bärnau, Nürnberg, Ulm und Meckenbeuren nach Konstanz am Bodensee.

## Historischer Hintergrund

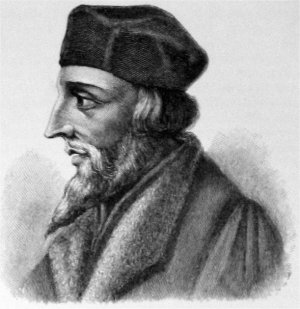
Ein nicht zeitgenössisches Porträt von Jan Hus.

Jan Hus kritisierte die Verdorbenheit der Kirche im 15. Jahrhundert, die unter drei konkurrierenden amtierenden Päpsten stand (abendländisches Schisma). Obwohl er nur nach Korrektur rief und sich nicht um die Entstehung einer neuen Kirche bemühte, wird er heute für einen der ersten Reformatoren gehalten, der seinen europäischen Nachfolgern um ein Jahrhundert voraus war. Die höchsten Repräsentanten der Kirche belegten ihn wegen seiner Ansichten mit einem Bann. 1414 wurde Hus aufgefordert, seine Meinungen auf dem Konzil von Konstanz zu verteidigen. Zu diesem Konzil kam er freiwillig; der römische König Sigismund von Luxemburg hatte ihm ein Schutzgeleit zugesagt. Trotzdem wurde er hier zum Ketzer erklärt und man drohte ihm mit dem Tod, sollte er seine Lehre nicht widerrufen. Jan Hus widerrief nicht und wurde am 6. Juli 1415 in Konstanz auf einem Scheiterhaufen verbrannt.
Da die Orte, in denen der Reformator Jan Hus tätig war, von der Kirche mit einem Bann belegt wurden, hielt sich Hus in den letzten Jahren seines Lebens vor allem auf dem Lande auf. Größere Städte und wichtige Handelswege mied er auf seinem Weg durch Böhmen. Von der bayerisch-böhmischen Grenze bei Bärnau reiste er mit seinem Gefolge über die Goldene Straße nach Nürnberg und anschließend über Ulm bis nach Konstanz.

## Projekt „Der Weg des Jan Hus in der Region Pilsen und der Oberpfalz“

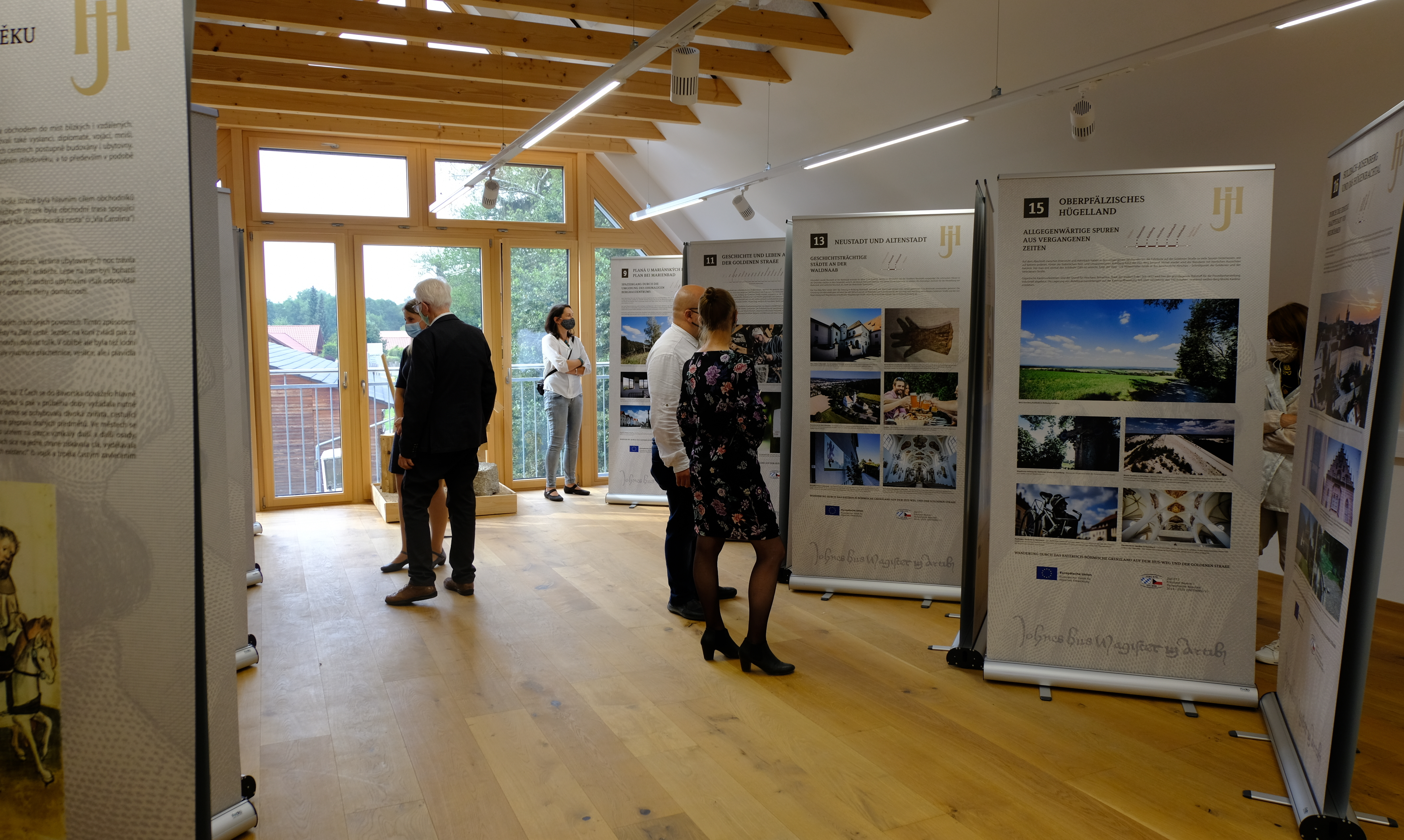
Wanderausstellung „Auf den Spuren von Jan Hus“ im Geschichtspark Bärnau-Tachov

Der Hus-Weg ist ein moderner Fernwanderweg, der den letzten Weg von Hus nachgeht und auf den von ihm vertretenen Ideen basiert.
Die Regionalentwicklungsagentur Pilsen (Regionální rozvojová agentura Plzeňského kraje) und der Verein Via Carolina – Goldene Straße arbeiteten seit 2019 im Rahmen des Projektes „Der Weg des Jan Hus in der Region Pilsen und der Oberpfalz“ gemeinsam an der Etablierung des Fernwanderweges. Das Projekt befasste sich mit der letzten Reise von Jan Hus von Böhmen nach Konstanz. Dazu wurde ein Fernwanderweg entwickelt, der anhand kulturell aufklärerischer Aktivitäten im bayerisch-tschechischen Grenzgebiet Bezug auf das Schicksal des europäischen mittelalterlichen Gelehrten und dem geschichtlichen Kontext seiner Lehre nimmt: den Hussitenkriegen. Mit dieser Vergangenheit beschäftigte sich seit 1998 die deutsch-tschechische „Vereinigung der Städte mit hussitischer Geschichte und Tradition“ und erarbeitete die hussitische Kulturroute.
Am Weg wurden unter anderem eine zweisprachige Wanderausstellung, Kilometersteine, Videos, Printmaterialien, ein Wanderertagebuch, Übersichtskarten sowie symbolische Ruhestationen angelegt.